# Tremastarblomssläktet
Tremastarblomssläktet, även kallade båtblommor (Tradescantia) är ett växtsläkte i familjen himmelsblommeväxter.